# Liste des châteaux et palais médiévaux du Salento

Symbole routier indiquant : châteaux, palais, bourgs, tours

Dans le Salento se trouvent de nombreux châteaux et palais fortifiés construits au cours des diverses périodes historiques par les familles colonisatrices (normands, suèves, angevine, aragonais, ...), parfois en modifiant ceux qui étaient préexistants.
Cette liste des principaux châteaux et palais du Salento est non exhaustive.

## Province de Brindisi
| Dénomination                                                         | Image | Époque de construction | Typologie | Conditions et utilisation                | Situation                                           |
| -------------------------------------------------------------------- | ----- | ---------------------- | --------- | ---------------------------------------- | --------------------------------------------------- |
| Château Alfonsino                                                    |       |                        | Château   |                                          | Brindisi 40° 39′ 20″ N, 17° 58′ 03″ E               |
| Château Suève de Brindisi ou Castello svevo di Brindisi              |       |                        | Château   |                                          | Brindisi 40° 38′ 25″ N, 17° 56′ 13″ E               |
| Château Dentice di Frasso (Carovigno)                                |       |                        | Château   |                                          | Carovigno 40° 42′ 27″ N, 17° 39′ 26″ E              |
| Château Serranova de Carovigno                                       |       |                        | Château   |                                          | Serranova (Carovigno ) 40° 41′ 23″ N, 17° 45′ 32″ E |
| Château ducal de Ceglie Messapica                                    |       |                        | Château   |                                          | Ceglie Messapica 40° 38′ 49″ N, 17° 31′ 03″ E       |
| Château de Cellino San Marco                                         |       |                        | Château   |                                          | Cellino San Marco 40° 28′ 16″ N, 17° 57′ 58″ E      |
| Château de Francavilla Fontana                                       |       | 1450                   | Château   |                                          | Francavilla Fontana 40° 31′ 58″ N, 17° 35′ 03″ E    |
| Château Imperiali de Latiano                                         |       | XIIe siècle            | Château   |                                          | Latiano                                             |
| Château de Mesagne                                                   |       |                        | Château   |                                          | Mesagne 40° 33′ 37″ N, 17° 48′ 26″ E                |
| Château d'Oria                                                       |       |                        | Château   |                                          | Oria 40° 29′ 59″ N, 17° 38′ 30″ E                   |
| Château de Ostuni                                                    |       | 1148                   | Château   | Démoli en 1559, il reste une petite tour | Ostuni 40° 44′ 03″ N, 17° 34′ 44″ E                 |
| Château de Villanova                                                 |       |                        | Château   |                                          | Villanova (Ostuni) 40° 47′ 28″ N, 17° 35′ 09″ E     |
| Château Dentice di Frasso (San Vito dei Normanni)                    |       |                        | Château   |                                          | San Vito dei Normanni 40° 39′ 24″ N, 17° 42′ 14″ E  |
| Château Ulive di Alceste                                             |       |                        | Castello  |                                          | San Vito dei Normanni                               |
| Château archivescovile de San Pancrazio Salentino                    |       |                        | Château   |                                          | San Pancrazio Salentino                             |
| Château de Torre Santa Susanna                                       |       |                        | Château   |                                          | Torre Santa Susanna 40° 28′ 00″ N, 17° 44′ 24″ E    |
| Château de Villa Castelli ou Residenza Fortificata di Villa Castelli |       |                        | Palais    | Mairie                                   | Villa Castelli 40° 34′ 40″ N, 17° 28′ 33″ E         |

## Province de Lecce
| Dénomination | Image | Époque de construction  | Typologie         | Conditions et utilisation                    | Localisation                                                          |
| --- | ----- | ----------------------- | ----------------- | -------------------------------------------- | --------------------------------------------------------------------- |
| Château de Acquarica del Capo                                                                                       |       | XVe siècle              | Château           |                                              | Acquarica del Capo 39° 54′ 23″ N, 18° 15′ 00″ E                       |
| Palais Gonzaga di Alessano                                                                                          |       | fin XVe siècle          | Palais ducal      |                                              | Alessano                                                              |
| Palais Sangiovanni de Alessano                                                                                      |       | fin XVe siècle          | Palais            |                                              | Alessano                                                              |
| Château de Montesardo                                                                                               |       | XVe – XVIe siècle       | Château           |                                              | Montesardo (Alessano) 39° 52′ 40″ N, 18° 20′ 29″ E                    |
| Château baronial de Felline ou Castello dei Bonsecolo                                                               |       | XIIe siècle             | Château           |                                              | Felline (Alliste) 39° 56′ 12″ N, 18° 07′ 01″ E                        |
| Château Spinola-Caracciolo ou Castello di Andrano                                                                   |       | XIIIe siècle            | Château           |                                              | Andrano 39° 59′ 00″ N, 18° 23′ 02″ E                                  |
| Résidence baronale fortifiée de Aradeo                                                                              |       |                         | Palais baronal    |                                              | Aradeo                                                                |
| Palais Marchesale de Arnesano                                                                                       |       | XVIIe siècle            | Palais Marchesale |                                              | Arnesano 40° 20′ 07″ N, 18° 05′ 30″ E                                 |
| Palais Marchesale Castriota Scanderbeg                                                                              |       | XIVe siècle             | Palais Marchesale |                                              | Botrugno 40° 03′ 53″ N, 18° 19′ 32″ E                                 |
| Château de Maramonte ou Castello Hohenstaufen ou Palazzo Baronale Maremonti ou Palazzo Marchesale Paladini-Enriquez |       | XIIIe siècle            | Palais Marchesale | propriété privée                             | Campi Salentina 40° 23′ 57″ N, 18° 01′ 16″ E                          |
| Château marchesale Granafei de Cannole                                                                              |       | 1413                    | Château           |                                              | Cannole 40° 09′ 59″ N, 18° 21′ 58″ E                                  |
| Château féodal Caprarica de Lecce ou Palazzo Baronale di Caprarica                                                  |       | XIIe siècle             | Palais Baronale   |                                              | Caprarica di Lecce 40° 15′ 40″ N, 18° 14′ 41″ E                       |
| Palais ducal Ghezzi ou Residenza fortificata degli Orsini ou Residenza fortificata di Carpignano Salentino          |       |                         | Palais ducal      |                                              | Carpignano Salentino 40° 11′ 47″ N, 18° 20′ 23″ E                     |
| Résidence castellata de Casarano ou Palazzo D'Aquino ou Palazzo De Lorenzi                                          |       | XVIIe siècle            | Palais            |                                              | Casarano                                                              |
| Château Gualtieri di Castrignano de' Greci                                                                          |       | XVIe siècle             | Château           |                                              | Castrignano de' Greci 40° 10′ 21″ N, 18° 17′ 43″ E                    |
| Château Castrignano del Capo                                                                                        |       |                         | Château           |                                              | Castrignano del Capo                                                  |
| Château Giuliano di Castrignano del Capo ou Castello di Giuliano                                                    |       | début XVIe siècle       | Château           |                                              | Giuliano di Lecce (Castrignano del Capo) 39° 50′ 55″ N, 18° 20′ 18″ E |
| Château de Castro                                                                                                   |       | XIIe – XIIIe siècle     | Château           |                                              | Castro 40° 00′ 20″ N, 18° 25′ 37″ E                                   |
| Palais Castromediano di Cavallino ou Castello ducale Castromediano-Limburg                                          |       | fin XVe siècle          | Palais            | propriété publique et privée                 | Cavallino 40° 18′ 46″ N, 18° 12′ 09″ E                                |
| Château de Collepasso ou Palazzo Baronale                                                                           |       | 1576                    | Palais            |                                              | Collepasso 40° 04′ 21″ N, 18° 09′ 36″ E                               |
| Château de Copertino                                                                                                |       | XIIIe – XIVe siècle     | Château           |                                              | Copertino 40° 16′ 25″ N, 18° 02′ 38″ E                                |
| Château de Corigliano d'Otranto ou Castello de' Monti                                                               |       |                         | Château           |                                              | Corigliano d'Otranto 40° 09′ 31″ N, 18° 15′ 25″ E                     |
| Palais féodal Capece de Corsano ou Castello Baronale Capece                                                         |       | XVIIe siècle            | Palais            |                                              | Corsano 39° 53′ 17″ N, 18° 22′ 05″ E                                  |
| Palais Filomarini ou Palazzo ducale di Cutrofiano                                                                   |       | XVIe siècle             | Palais            | Galerie d'art                                | Cutrofiano 40° 07′ 34″ N, 18° 12′ 05″ E                               |
| Palais Baronale de Marittima ou Palazzo Baronale Maglietta                                                          |       | 1745                    | Palais            |                                              | Marittima (Diso)                                                      |
| Château Castriota Scanderbeg                                                                                        |       |                         | Palais            |                                              | Galatina 40° 10′ 28″ N, 18° 10′ 09″ E                                 |
| Château de Galatone                                                                                                 |       |                         | Château           |                                              | Galatone                                                              |
| Château de Fulcignano                                                                                               |       | XIIIe – XIVe siècle     | Château           |                                              | Galatone 40° 08′ 25″ N, 18° 04′ 36″ E                                 |
| Palais Marchesale Belmonte-Pignatelli                                                                               |       | XVIe siècle             | Palais            |                                              | Galatone 40° 08′ 53″ N, 18° 04′ 25″ E                                 |
| Château de Gallipoli                                                                                                |       | XIe siècle              | Château           |                                              | Gallipoli 40° 03′ 21,11″ N, 17° 58′ 44,99″ E                          |
| Château de Lecce ou Castello Carlo V                                                                                |       | 1539                    | Palais            |                                              | Lecce 40° 21′ 08″ N, 18° 10′ 30″ E                                    |
| Palais Marrese di Lecce                                                                                             |       | moitié du XVIIIe siècle | Palais            |                                              | Lecce                                                                 |
| Torre del Parco |       | 1419                    | Tour              |                                              | Lecce                                                                 |
| Tour de Belloluogo                                                                                                  |       | XIVe siècle             | Tour              |                                              | Lecce                                                                 |
| Château de Lequile ou Castello dei d'Enghien                                                                        |       | XIVe siècle             | Château           |                                              | Lequile                                                               |
| Palais des princes Saluzzo                                                                                          |       |                         | Palais            |                                              | Lequile 40° 18′ 27″ N, 18° 08′ 28″ E                                  |
| Tour Frédéric II de Leverano                                                                                        |       | 1220                    | Tour              |                                              | Leverano 40° 17′ 21″ N, 17° 59′ 58″ E                                 |
| Palais baronial de Lizzanello ou Palazzo Paladini                                                                   |       | XVe siècle              | Palais            |                                              | Lizzanello 40° 18′ 15,08″ N, 18° 13′ 29,76″ E                         |
| Château de Maglie ou Palazzo Capece                                                                                 |       | époque anjouine         | Palais            | Lycée                                        | Maglie 40° 07′ 17″ N, 18° 17′ 58″ E                                   |
| Château de Martano                                                                                                  |       | fin XIVe siècle         | Palais            | ex château aragonais                         | Martano 40° 12′ 08″ N, 18° 18′ 08″ E                                  |
| Palais Palmieri |       | XVIe siècle             | Palais            |                                              | Martignano                                                            |
| Palais des marquis del Tufo ou Résidence fortifiée de Matino                                                        |       |                         | Palais            |                                              | Matino                                                                |
| Palais Prataroli ou Castello di Borgagne ou Castello Petraroli                                                      |       | 1498                    | Château           |                                              | Borgagne (Melendugno) 40° 14′ 22″ N, 18° 22′ 36″ E                    |
| Château de Melendugno ou Palazzo Baronale D'Amely                                                                   |       | fin XVIe siècle         | Palais            |                                              | Melendugno 40° 16′ 13,76″ N, 18° 20′ 11,44″ E                         |
| Rocca Gualtieri |       |                         | Château           | vestiges                                     | Rocca Vecchia (Melendugno) 40° 17′ 14″ N, 18° 25′ 35″ E               |
| Château Castriota de Melpignano ou Palazzo Marchesale Castriota ou Palazzo Marchesale De Luca                       |       | 1636                    | Palais            |                                              | Melpignano 40° 09′ 23″ N, 18° 17′ 31″ E                               |
| Palais Venturi de Minervino di Lecce                                                                                |       | XVIe siècle             | Palais            |                                              | Minervino di Lecce                                                    |
| Palais ducal de Monteroni di Lecce                                                                                  |       |                         | Palais            |                                              | Monteroni di Lecce 40° 19′ 39″ N, 18° 05′ 45″ E                       |
| Château de Barbarano ou Torre Capece                                                                                |       |                         | Château           | Reste une petite tour                        | Barbarano (Morciano di Leuca)                                         |
| Château de Morciano di Leuca ou Castello Castromediano – Valentini                                                  |       | début XIVe siècle       | Château           |                                              | Morciano di Leuca 39° 50′ 50″ N, 18° 18′ 35″ E                        |
| Château de Nardò ou Castello Acquaviva                                                                              |       | fin XVe siècle          | Château           |                                              | Nardò 40° 10′ 34″ N, 18° 01′ 52″ E                                    |
| Quattro Colonne |       |                         | Tour              |                                              | Santa Maria al Bagno (Nardò)                                          |
| Château de Neviano                                                                                                  |       |                         | Château           |                                              | Neviano                                                               |
| Château de Nociglia                                                                                                 |       | fin XVIIe siècle        | Palais            |                                              | Nociglia 40° 02′ 17″ N, 18° 19′ 34″ E                                 |
| Château de Novoli                                                                                                   |       | début XVIe siècle       | Palais            |                                              | Novoli 40° 22′ 35″ N, 18° 03′ 03″ E                                   |
| Château d'Otrante                                                                                                   |       |                         | Château           |                                              | Otrante 40° 08′ 40″ N, 18° 29′ 32″ E                                  |
| Château Palmariggi                                                                                                  |       | XVe siècle              | Château           | Vestiges : deux tours et muraille de liaison | Palmariggi 40° 07′ 53″ N, 18° 22′ 52″ E                               |
| Château de Parabita                                                                                                 |       | XVe siècle              | Castello          |                                              | Parabita 40° 03′ 02″ N, 18° 07′ 40″ E                                 |
| Château de Patù |       |                         | Château           |                                              | Patù                                                                  |
| Château Duca Guarini di Poggiardo ou Palazzo Guarini                                                                |       | moitié du XIVe siècle   | Château           |                                              | Poggiardo 40° 03′ 13″ N, 18° 22′ 39″ E                                |
| Château de Vaste |       | XIVe siècle             | Palais            | siège du musée Civiltà Messapica             | Vaste (Poggiardo) 40° 02′ 50″ N, 18° 23′ 14″ E                        |
| Palais ducal Paternò                                                                                                |       | période normande        | Palais            |                                              | Presicce                                                              |
| Château baronial de Racale                                                                                          |       | début XVe siècle        | Château           |                                              | Racale                                                                |
| Château Ruffano ou Castello Brancaccio                                                                              |       | 1626                    | Château           | propriéré privée                             | Ruffano                                                               |
| Castello Monaci |       | XVIe siècle             | Château           | restaurant                                   | Salice Salentino 40° 23′ 20″ N, 17° 52′ 47″ E                         |
| Château de Salve |       |                         | Château           |                                              | Salve                                                                 |
| Palais ducal de San Cesario di Lecce                                                                                |       | fin du XVIIe siècle     | Palais            |                                              | San Cesario di Lecce                                                  |
| Résidence fortifiée de San Cesario di Lecce                                                                         |       |                         | Palais            |                                              | San Cesario di Lecce                                                  |
| Palais Manno de San Cesario di Lecce                                                                                |       |                         | Palais            |                                              | San Cesario di Lecce                                                  |
| Palais Umberto I de San Cesario di Lecce                                                                            |       |                         | Palais            |                                              | San Cesario di Lecce                                                  |
| Résidence fortifiée de San Donato di Lecce                                                                          |       |                         | Palais            |                                              | San Donato di Lecce                                                   |
| Palais ducal de Sanarica                                                                                            |       | XVIe siècle             | Palais            |                                              | Sanarica 40° 05′ 20″ N, 18° 20′ 56″ E                                 |
| Palais ducal Scorrano ou Palazzo Frisari                                                                            |       | début XVIIIe siècle     |                   | bâti sur les vestiges d'un ancien château    | Scorrano 40° 05′ 24″ N, 18° 17′ 53″ E                                 |
| Château de Seclì ou Palazzo Ducale San Severino                                                                     |       |                         | Palais            |                                              | Seclì 40° 07′ 56″ N, 18° 06′ 24″ E                                    |
| Château de Specchia ou Palazzo Risolo                                                                               |       | XVIe siècle             | Palais            | ancien château                               | Specchia 39° 56′ 31″ N, 18° 17′ 59″ E                                 |
| Palais baronal de Sternatia o Palazzo Granafei                                                                      |       | avant 1743              | Palais            | bâti sur les vestiges d'un château           | Sternatia 40° 13′ 14″ N, 18° 13′ 40″ E                                |
| Château de Supersano                                                                                                |       | période normande        | Château           | Mairie                                       | Supersano 40° 01′ 11″ N, 18° 14′ 25″ E                                |
| Maison forte de Melcarne di Surbo                                                                                   |       |                         | Maison forte      |                                              | Surbo                                                                 |
| Château de Taurisano ou Palazzo Ducale dei Lopez y Royo                                                             |       |                         | Palais            | Mairie                                       | Taurisano 39° 57′ 21″ N, 18° 12′ 56″ E                                |
| Palais de Taviano ou Palazzo Marchesale De Franchis                                                                 |       | début XVIIe siècle      | Palais            |                                              | Taviano                                                               |
| Maison forte Gallone de Tiggiano                                                                                    |       |                         | Maison forte      |                                              | Tiggiano                                                              |
| Palais fortifié de Tiggiano ou Palazzo Baronale Serafini-Sauli                                                      |       | moitié XVIIe siècle     | Palajs            |                                              | Tiggiano                                                              |
| Château de Caprarica                                                                                                |       | 1524                    | Château           |                                              | Caprarica del Capo (Tricase) 39° 55′ 16″ N, 18° 21′ 33″ E             |
| Château de Depressa                                                                                                 |       |                         | Château           |                                              | Depressa (Tricase)                                                    |
| Château de Lucugnano ou Castello dei Capece ou Palazzo Baronale dei Capece                                          |       | XVIe siècle             | Château           |                                              | Lucugnano (Tricase)                                                   |
| Château de Tricase ou Palazzo Gallone                                                                               |       | XVe siècle              | Château           |                                              | Tricase 39° 55′ 52″ N, 18° 21′ 38″ E                                  |
| Château de Tutino ou Castello dei Trane                                                                             |       |                         | Château           |                                              | Tutino (Tricase) 39° 56′ 04″ N, 18° 21′ 01″ E                         |
| Château de Tuglie                                                                                                   |       |                         | Château           |                                              | Tuglie                                                                |
| Château d'Ugento |       |                         | Château           |                                              | Ugento                                                                |
| Château De Viti De Marco                                                                                            |       |                         | Château           |                                              | Casamassella (Uggiano la Chiesa) 40° 06′ 54″ N, 18° 27′ 06″ E         |
| Château d'Acaya |       | 1506                    | Château           |                                              | Acaya (Vernole) 40° 20′ 01″ N, 18° 17′ 46″ E                          |
| Palais baronal Bernardini                                                                                           |       | 1762                    | Palais            |                                              | Vernole                                                               |

## Province de Tarente
| Dénomination                                               | Image | Époque de construction | Typologie | Condizioni e utilizzo                                                     | Localisation                           |
| ---------------------------------------------------------- | ----- | ---------------------- | --------- | ------------------------------------------------------------------------- | -------------------------------------- |
| Château de Mutunato                                        |       |                        | Château   |                                                                           | Avetrana 40° 21′ 43″ N, 17° 45′ 52″ E  |
| Château normand d'Avetrana ou Torrione                     |       |                        | Château   |                                                                           | Avetrana 40° 21′ 00″ N, 17° 43′ 28″ E  |
| Palais D'Ayala de Carosino                                 |       | époque angevine        | Palais    |                                                                           | Carosino                               |
| Château de San Crispieri                                   |       |                        | Château   |                                                                           | San Crispieri (Faggiano)               |
| Château Marchesale de Fragagnano                           |       |                        | Château   |                                                                           | Fragagnano                             |
| Château épiscopal de Grottaglie                            |       |                        | Château   |                                                                           | Grottaglie                             |
| Château Muscettola                                         |       |                        | Château   |                                                                           | Leporano                               |
| Château féodal de Lizzano ou Palazzo Marchesale di Lizzano |       | XVIe siècle            | Palais    |                                                                           | Lizzano                                |
| Palais Majorano de Lizzano                                 |       |                        | Palais    |                                                                           | Lizzano                                |
| Palais municipal de Lizzano                                |       |                        | Palais    |                                                                           | Lizzano                                |
| Palais Imperiali-Filotico                                  |       |                        | Palais    |                                                                           | Manduria                               |
| Palais ducal de Martina Franca                             |       |                        | Palais    | construit sur les vestiges du château détruit en 1669, Siège de la Mairie | Martina Franca                         |
| Palais des Commendatori ou Castello dei cavalieri di Malta |       | 1368                   | Palais    |                                                                           | Maruggio                               |
| Château de Massafra                                        |       |                        | Château   |                                                                           | Massafra 40° 35′ 14″ N, 17° 06′ 40″ E  |
| Palais ducal des Antoglietta di Monteiasi                  |       |                        | Palais    |                                                                           | Monteiasi 40° 30′ 01″ N, 17° 22′ 55″ E |
| Château de Montemesola                                     |       |                        | Château   |                                                                           | Montemesola                            |
| Château D'Ayala di Monteparano                             |       |                        | Château   |                                                                           | Monteparano                            |
| Château De Falconibus                                      |       |                        | Château   |                                                                           | Pulsano                                |
| Château féodal de Roccaforzata                             |       |                        | Château   |                                                                           | Roccaforzata                           |
| Palais baronial de Sava                                    |       |                        | Palais    |                                                                           | Sava                                   |
| Château espagnol de Tarente                                |       |                        | Château   |                                                                           | Tarente 40° 28′ 22″ N, 17° 14′ 03″ E   |

## Images

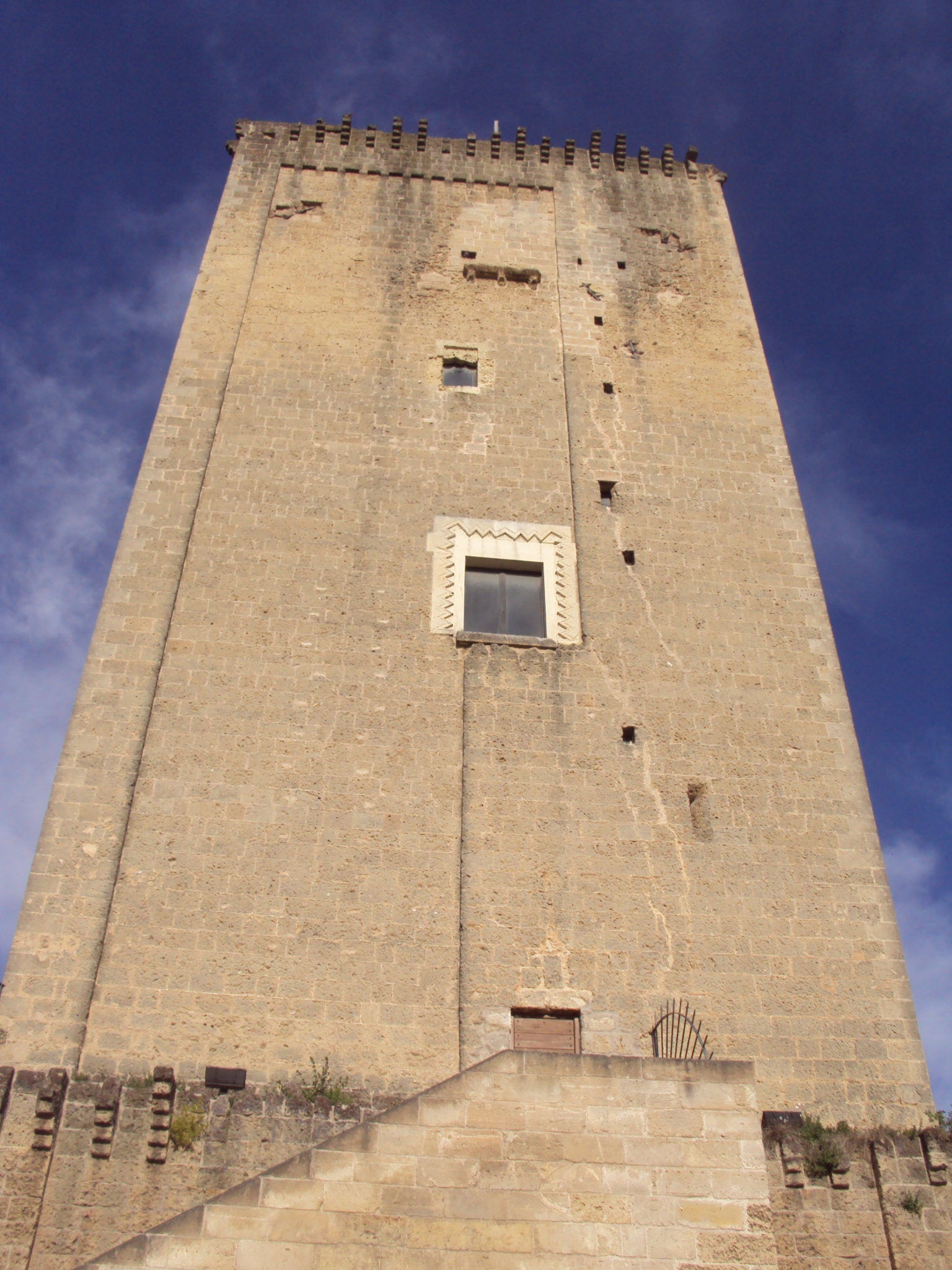
Exemple de tour suève à Leverano
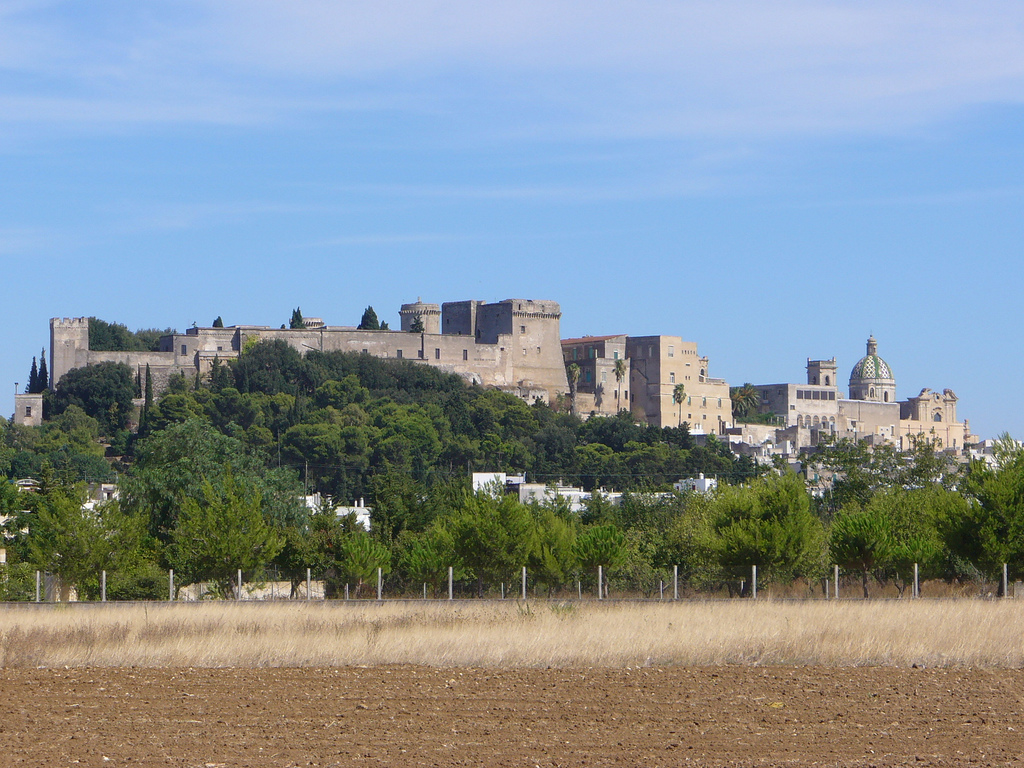
Château de Oria
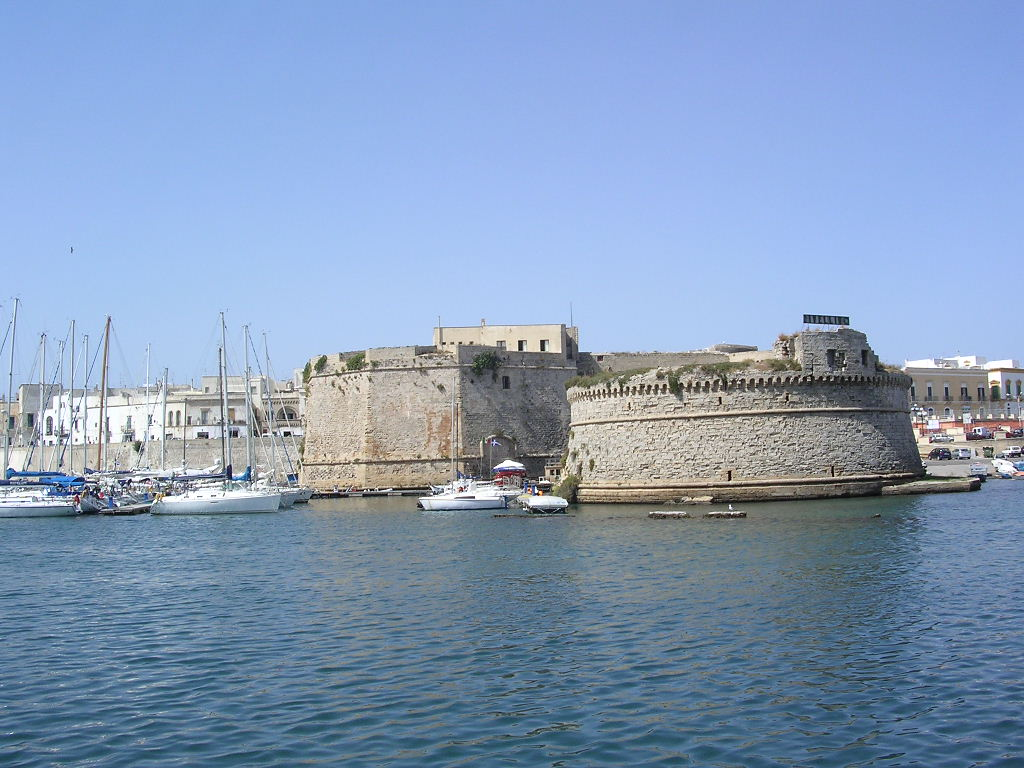
Château de Gallipoli
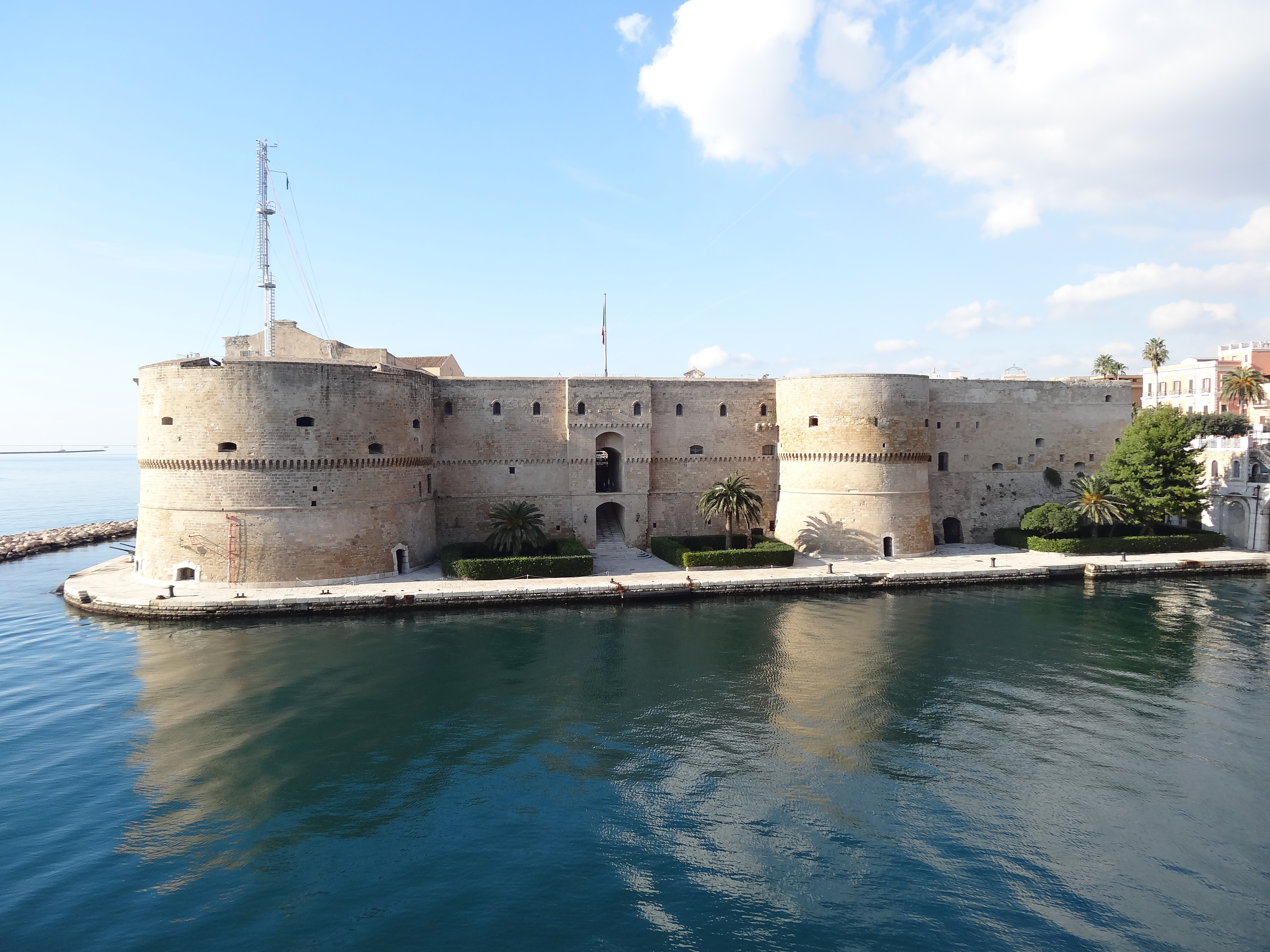
Château aragonais de Tarente

## Sources
- (it) Cet article est partiellement ou en totalité issu de l’article de Wikipédia en italien intitulé « Castelli del Salento » (voir la liste des auteurs).